# Yao, Ōsaka
Yao (tiếng Nhật: 八尾市, Da-ô) là một thành phố đô thị loại đặc biệt thuộc tỉnh Ōsaka, Nhật Bản.
Thành phố rộng 41,71 km², ở phía Đông của tỉnh, và có 272.067 dân (ước ngày 1/8/2008).